# Sardonischer Untergang im Zeichen irreligiöser Darbietung
Sardonischer Untergang Im Zeichen Irrelioser è il terzo album in studio del gruppo metal tedesco Bethlehem, pubblicato nel 1998.

## Tracce
1. Durch befleckte Berührung meiner Nemesis – 5:28
2. Du sollst dich töten – 4:20
3. Gestern starb ich schon heute – 5:11
4. Teufelverrückt Gottdreizehn – 9:32
5. Tote weiße Marder – 3:52
6. Nexus – 5:01
7. Luftstehs'lbläh – 5:10
8. Als ich noch Caulerpa Taxifolia erbrach – 4:36
9. Tod ist weicher Stuhl in gar fleischlos' Gift – 1:13